# Гарц (Одер)
Гарц (Одер) (нім. Gartz (Oder)) — місто у Німеччині, у землі Бранденбург.
Входить до складу району Уккермарк. Підпорядковується управлінню Гарц (Одер). Населення — 2 477 мешканців (на 31 грудня 2010). Площа — 61,69 км². Офіційний код — 12 0 73 189.

## Населення
| Рік  | Населення |
| ---- | --------- |
| 2005 | 2647      |
| 2010 | 2470      |